# Zeitschrift für Beamtenrecht
Die Zeitschrift für Beamtenrecht (abgekürzt: ZBR) ist eine juristische Fachzeitschrift, in der Entscheidungen und Aufsätze zum Beamtenrecht und dem Recht des öffentlichen Dienstes veröffentlicht werden.
Die Zeitschrift erscheint seit 1952 monatlich im Kohlhammer Verlag. Die Schriftleitung liegt bei Matthias Pechstein. Die Druckauflage beträgt 1.800 Exemplare (Stand: 2013).
Sie wurde gegründet und maßgeblich fortgeführt von Karl F. Fees, Walter Grabendorff, Otto von Werder und Rudolf Summer, mit Unterstützung von Ernst Forsthoff, Herbert Krüger und Carl Hermann Ule.
Eine Zeitschrift gleichen Namens, gegründet durch Jacques Abraham, fortgeführt von Carl Heyland, erschien bereits zwischen 1928 und 1935; diese wurde 1936 umbenannt in Zeitschrift für Beamten- und Behördenangestelltenrecht und 1943 eingestellt.